# Reiner Schürmann
Reiner Schürmann (født 4. februar 1941, død 20. august 1993) var en tysk filosof.
Han var ansat som professor i filosofi ved New School for Social Research i New York.

## Liv
Schürmann studerede filosofi og teologi ved Le Centre d'études du Saulchoir tæt på Paris, Frankrig, mellem 1962 og 1969 og modtog senere i 1981 en doktorgrad i filosofi fra Sorbonne Universitet i Paris. Det var som dominikansk præst, at han første gang kom til USA i 1971, hvor han i begyndelsen underviste ved The Catholic University of America i Washington DC, senere ved Duquesne University i Pittsburgh. I hans eneste skønlitterære arbejde, Les Origines, fortæller han selvbiografisk om et ærindets pilgrimfærd, en søgen efter genløsning fra den uautentiske kastethed af en fortid fyldt med minder om skyld og fortvivlelse, om at være født tysker under 2. verdenskrig, "for sent for at se krigen, for tidlig til at glemme den".
I 1976 forlod han præsteskabet og begyndte at undervise i filosofi ved New School som Hannah Arendts protégé.
Reiner Schürmann døde af komplikationer fra AIDS d. 20. august 1993 i New York.